# Burg Kurume
Die Burg Kurume (japanisch 久留米城, Kurume-jō) befindet sich in der Stadt Kurume, (Präfektur Fukuoka). In der Edo-Zeit residierten dort zuletzt die Arima als große Tozama-Daimyō.

## Burgherren in der Edo-Zeit
- Ab 1600 die Tanaka mit einem Einkommen von 100.000 Koku
- Ab 1621 die Arima mit 210.000 Koku.

## Geschichte

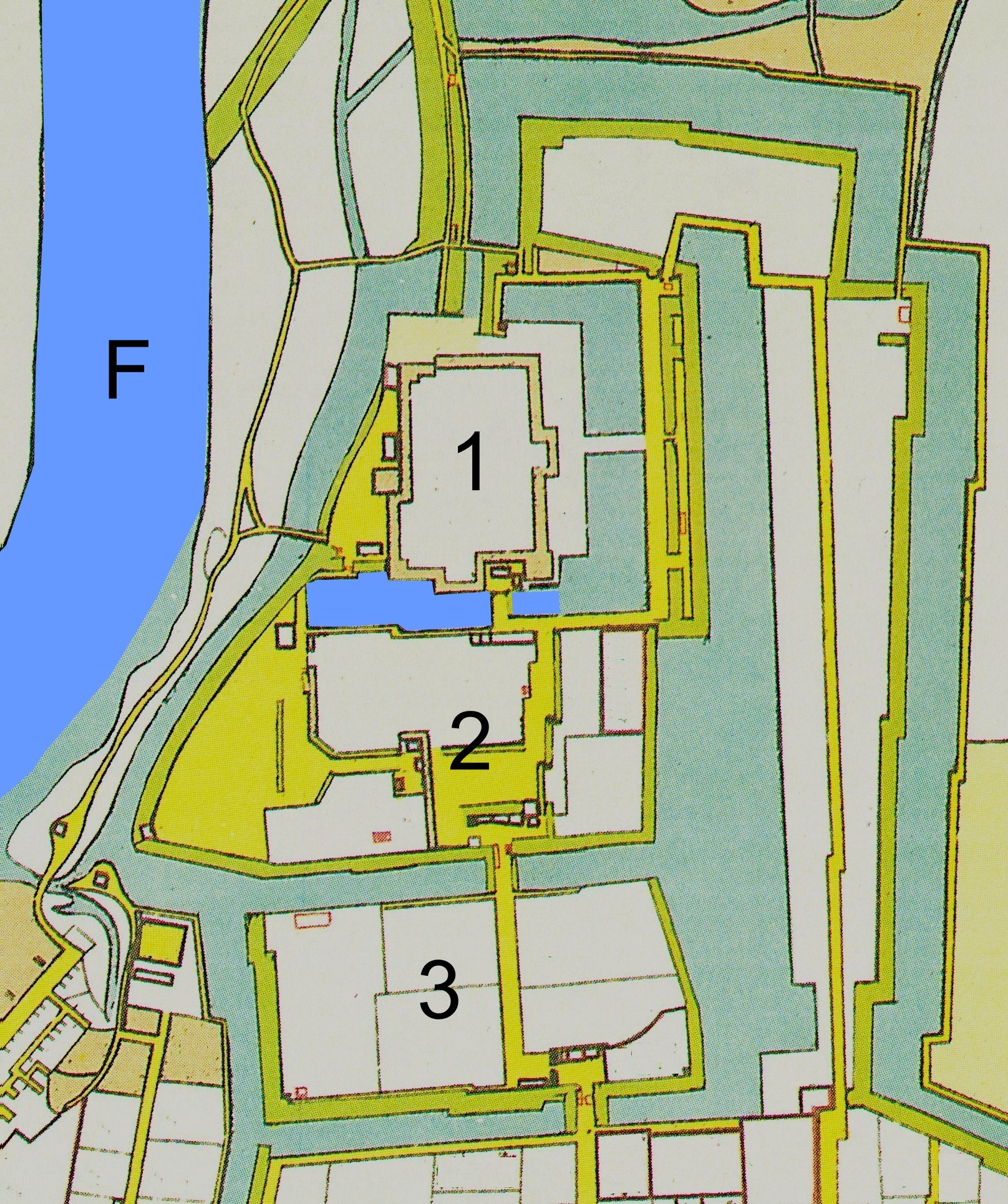
Burg Kurume
1: Hommaru 2: Ni-no-maru 3: San-no-maru
F: Chikugo-Fluss

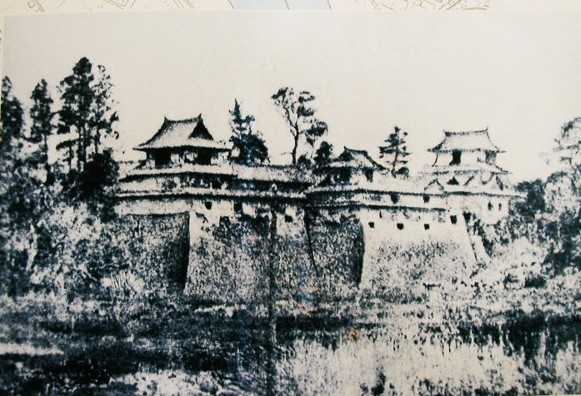
Hommaru Südwestseite, vor 1900

Nachdem Toyotomi Hideyoshi Kyūshū unterworfen hatte, erhielt im Rahmen seiner neuen Aufteilung der Provinzen im Jahr 1587 Mori Hidekane (毛利 秀包; 1567–1601) Kurume. Hidekane begann Ende der Sengoku-Zeit mit dem Bau einer Burg, möglicherweise auf der Basis einer älteren Anlage.
Nach der Schlacht von Sekigahara verlor Hidekane als Gegner Tokugawa Ieyasus die Burg. Sie wurde Nebenburg zur Burg Yanagawa (柳川城, Yanagawa-jō), mit der Ishida Mitsunari nun betraut wurde. Danach wurde Tanaka Yoshimasa (田中 吉政; 1548–1609) Burgherr. Da aber sein Sohn Tadamasa (忠政) keine Nachkommen hatte, fiel 1620 das Lehen an das Shogunat zurück.
Nun erhielt Arima Toshiuji (有馬 豊氏; 1569–1642), von der Burg Fukuchiyama kommend, die Burg. Die Arima blieben dann Burgherren bis zum Ende der Tokugawa-Zeit.

## Die Anlage
Die Burganlage bestand aus den drei Bereichen, dem innersten, dem Hommaru (本丸), dem zweiten, Ni-no-maru (二ノ丸), und dem dritten, San-no-maru (三ノ丸), die hintereinander angelegt waren. Das Hommaru wurde durch sieben Wachtürme (櫓, yagura) geschützt. Da es keinen Burgturm (天守閣, tenshukaku) gab, übernahm einer der Wachtürme diese Funktion.
Erhalten geblieben sind die Steinmauern des Hommaru mit den Basen der Türme. Ein kleines Stück des innersten Burggraben ist an der Südwestecke des Hommaru zu sehen. Auf dem baumbestandenen Burggelände befindet sich der Tempel Dajō-in (大乗院) und der Schrein Sasayama-jinja (篠山神社).